# Steve Perry
Stephen Ray Perry (ur. 22 stycznia 1949 roku w Hanford, Kalifornia) – amerykański artysta muzyczny. W latach 1978–1987 i 1995–1998 był wokalistą zespołu Journey, miał także krótką karierę solową. 
W 1985 roku wziął udział w nagraniu charytatywnej piosenki We Are the World. 
Perry zajmuje 76 miejsce na liście 100 najlepszych piosenkarzy wszech czasów, przygotowanej przez magazyn Rolling Stone. W 2006 roku piosenkarz został sklasyfikowany na 28. miejscu listy 100 najlepszych wokalistów wszech czasów według Hit Parader. 

## Dyskografia
Albumy solowe
| Street Talk                      | - Data: 1984 - Wydawca: Columbia Records          | 12 | - USA: 2x platynowa płyta |
| For the Love of Strange Medicine | - Data: 19 lipca 1994 - Wydawca: Columbia Records | 15 | - USA: złota płyta        |
| "—" album nie był notowany.      |                                                   |    |                           |

Single
| "Oh Sherrie"                 | 1984 | 3  | Street Talk                      |
| "I Believe"                  | 1984 | —  | Street Talk                      |
| "She's Mine"                 | 1984 | 21 | Street Talk                      |
| "Strung Out"                 | 1984 | 40 | Street Talk                      |
| "Foolish Heart"              | 1984 | 18 | Street Talk                      |
| "You Better Wait"            | 1994 | 29 | For the Love of Strange Medicine |
| "Missing You"                | 1994 | 74 | For the Love of Strange Medicine |
| "—" singel nie był notowany. |      |    |                                  |